# Kolenovo
Kolenovo (en rus: Коленово) és un poble de l'óblast de Vladímir, a Rússia, segons el cens del 2010 tenia 26 habitants. Pertany al districte municipal de Iúriev-Polski.